# Айша Фусейні
Айша Фусейні  — соціальна підприємиця з Гани. Засновниця та генеральна директор компанії Asheba Enterprise [Архівовано 3 листопада 2019 у Wayback Machine.], зареєстрованої 2013 року в Гані, яка працює з понад 600 жінками в сільських громадах міста Тамале; Північний регіон. Вона створила центр обробки, який зменшує навантаження жінок, з якими працює. Її підприємство також надає фінансові послуги для підтримки жінок у бізнесі олії ши. Її компанія виробляє косметичні засоби, такі як мило, креми для тіла та інші продукти, використовуючи високоякісну олію ши. Вона також постачає олію ши в мережу The Body Shop.

## Навчання
Має диплом з питань ділового адміністрування і визнана програмісткою інвестиційного бізнесу в рамках Програми бізнес-зв'язків Інвестування в Африці (IIA) (BLP) [8] у 2016 році.

## Особисте життя
Розлучена. Виховує трьох дітей.

## Нагороди
Виграла дві нагороди Invest in Africa в січні 2018 року. До них належать: Підприємець року (2018) та Бізнес інновації року and Business Innovation of the Year